# Греки (Краснодарский край)
Греки — хутор в Калининском районе Краснодарского края.
Входит в состав Куйбышевского сельского поселения.

## География

### Улицы
| - пер. Школьный, | - ул. Дорожная, - ул. Кирпичная, - ул. Комсомольская, - ул. Кубанская, - ул. Мира, - ул. Новосёлов - ул. Победы, - ул. Садовая, - ул. Светлая, - ул. Школьная, - ул. Южная |

## История
Основан в 1900 г.
Название хутора происходит от фамилии основателя - Грекова Петра Андреевича. Прежде с супругой Александрой Парфентьевной жившего в селе Аджановка. В 1897 году у них родился сын, которого назвали Захаром. В 1900 году, семья переехала в район хутора Гречаного (ныне хутор Гречаная Балка), где впоследствии напротив него, на левом берегу реки Гречаная и основали хутор Греки. В 1943 году умер основатель хутора Петр Андреевич. Сегодня, в хут. Греки живёт шестое поколение семьи, основавшей хутор.
С 1920 года хутор Греки входил в Могукоро-Гречаный сельсовет, позже переименованный в Куйбышевский с центром в хутор Серафимовичи (располагавшимся между хуторами Греки и Могукоровка).
В послевоенные годы в ходе программы по укрупнению населенных пунктов были ликвидировны хутора Серафимовичи, Барилы и Сугаки (присоединен к хутору Греки). жители которых переселились в близлижайшие хутора в основном в Греки.
В нынешнее время в административном отношении хутор Греки подчиняется соседнему хутору Гречаная Балка.

## Экономика
На территории хутора действует крупное сельскохозяйственное предприятие - ООО ”Земля Кубани”. Образовано общество с ограниченной ответственностью в 2014 году на базе сельскохозяйственных предприятий Калининского района - ООО ”Кубаньагро-Приазовье” и ООО ”Золотая Нива.” Занято в нём около двух сотен сельчан, часть из которых жители самого хутора Греки. Основным направлением деятельности является выращивание зерновых, бобовых, льна, подсолнечника, овощей, семеноводство. В 2015 году прибыть предприятия составила половину миллиарда рублей. Ежегодно “Земля Кубани” производит сельскохозяйственной продукции более 50 тысяч тонн, которая поставляется в большинство регионов России.

## Население
| 2002 | 2010 |
| ---- | ---- |
| 947  | ↗980 |